# Джо Пантолиано
Джо Пантолиано (на английски: Joe Pantoliano) е американски филмов и телевизионен актьор, роден през 1951 година. Наричан е още с прякора Джоуи Пантс поради затруднения в произнасянето на италианската му фамилия.

## Произход и детство
Роден е на 12 септември 1951 година в Хоубоукън, Ню Джърси в семейството на първо поколение итало-американци. Майка му Мери Изабела работи като букмейкър и шивачка. Баща му Доминик Пантолиано е шофьор на погребална кола и началник във фабрика. Има по-малка сестра Мери Ан Пантолиано. На 17-годишна възраст той се премества в съседния Манхатън, където работи като сервитьор докато посещава известната школа за актьорско майсторство – „ХБ Студио“.

## Кариера
Дебюта си прави още на 17 в постановка на Нюйоркската сцена. През 1976 година се премества в Лос Анджелис, където намира работа в телевизионни ситикоми (Ситуационна комедия).
Славата му нараства след ролята на сводника Гуидо в Рисков бизнес от 1983 година. Пантолиано изгражда характерен стил в портретуването на цветисти образи. Сред забележителните му участия са в: епосът на Стивън Спилбърг – Империята на Слънцето в партньорство с Джон Малкович, заедно с Робърт Де Ниро в популярния екшън на Мартин Брест – Среднощно препускане, Сайфър в Матрицата и в мистерията на Кристофър Нолан – Мементо. През 2003 година е удостоен с награда Еми за поддържаща роля в хитовия сериал Семейство Сопрано.

## Личен живот
Джо Пантолиано живее със съпругата си Нанси Шепърд (бивш модел) и четирите им деца. Синът му Марко е от първия му брак с Морган Кестър. Мелъди е доведена дъщеря от преден брак на Нанси. Пантолиано страда от дислексия. Той основава организацията с нестопанска цел No Kidding, Me Too! (на български: Без майтап, Аз също!) за да обедини членове от развлекателната индустрия за запознаване на обществеността с проблемите на психическите заболявания.

## Избрана филмография
| Година      | Заглавие на български     | Оригинално заглавие    | Роля                    | Режисьор                                                | Бележки |
| ----------- | ------------------------- | ---------------------- | ----------------------- | ------------------------------------------------------- | ------- |
| 1983        | „Рисков бизнес“           | Risky Business         | Гуидо                   |                                                         |         |
| 1987        | „Империята на Слънцето“   | Empire of the Sun      | Франк Димърсет          |                                                         |         |
| 1987        | „Ла Бамба“                | La Bamba               | Боб Кийн                |                                                         |         |
| 1988        | „Среднощно препускане“    | Midnight Run           | Еди Мъскойн             |                                                         |         |
| 1989        | „Операция „Nightbreaker““ | Advance to Ground Zero | сержант Джак Ръсел      |                                                         |         |
| 1991        | „Зандалий“                | Zandalee               | Гери                    |                                                         |         |
| 1991        | „Бебето беглец“           | Baby's day out         | Джо Мантеня             |                                                         |         |
| 1993        | „Беглецът“                | The Fugitive           | агент Космо Ренфро      |                                                         |         |
| 1995        | „Лоши момчета“            | Bad Boys               | капитан Хауърд          |                                                         |         |
| 1996        | „Обвързан“                | Bound                  | Цезар                   | „Награди Сатурн“ номинация за поддържаща роля           |         |
| 1998        | „Щатски шерифи“           | U.S. Marshals          | зам. шериф Космо Ренфро |                                                         |         |
| 1999        | „Матрицата“               | The Matrix             | Сайфър                  |                                                         |         |
| 2000        | „Мементо“                 | Memento                | Теди Гемъл              |                                                         |         |
| 2000 – 2004 | „Семейство Сопрано“       | The Sopranos           | Ралф Цифарето           | награда Еми за поддържаща роля                          |         |
| 2003        | „Лоши момчета ІІ“         | Bad Boys II            | капитан Хауърд          |                                                         |         |
| 2006        | „Платно“                  | Canvas                 | Джон Марино             | ФФ – Форт Лодърдейл Награда за най-добър актьор в драма |         |

## Награди
Награди ЕМИ (САЩ):
- Награда за най-добър актьор в поддържаща роля в телевизионен филм за Семейство Сопрано (2003)

Филмов фестивал Форт Лодърдейл (САЩ):
- Награда на журито за най-добър актьор в драма за Canvas (2006)